# Stara Wieś (powiat hrubieszowski)
Stara Wieś (początkowo Sipice) – wieś w Polsce położona w województwie lubelskim, w powiecie hrubieszowskim, w gminie Mircze. Leży na południowym skraju gminy Mircze, w obrębie Grzędy Sokalskiej.
Wieś stanowi sołectwo gminy Mircze. W 1991 roku we wsi mieszkało 640, a w 2007 roku 557 osób. Według Narodowego Spisu Powszechnego (III 2011 r.) liczyła 514 mieszkańców i była trzecią co do wielkości miejscowością gminy Mircze.
Wierni Kościoła rzymskokatolickiego należą do parafii Wniebowzięcia Najświętszej Maryi Panny w Nabrożu-Kolonii.

## Historia

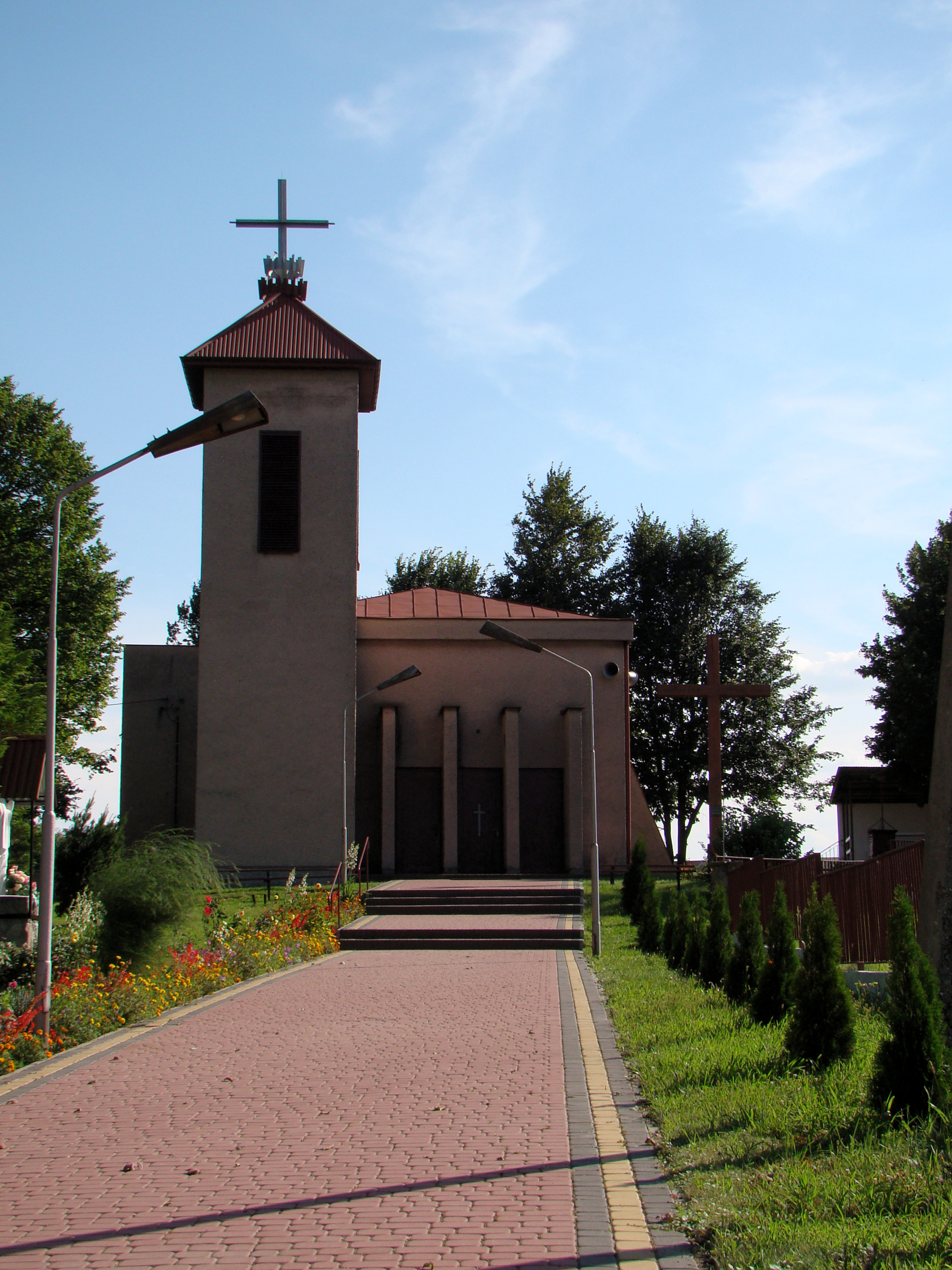
Kościół

Pierwsze wzmianki o miejscowości pochodzą z 1427 roku kiedy to książę mazowiecko-bełski Ziemowit IV nadał miejscowości wraz z cłem Niemirzy ze Szczytna (Wydżdże) herbu Jastrzębiec. W 1458 wieś należała do Mikołaja Wydżgi z Sipic, w latach 1269–1495 wymieniany był Niemirza Kinicki z Sipic, podkomorzy bełski. W 1472 roku we wsi było 6 i 1/2 łana użytków, cerkiew i karczma. W 1494 roku Sipice należały do Marcina Łosia oraz Andrzeja Sipickiego. W latach 1494–1501 zaś do Mikołaja Wydżgi z Sipic, podkomorzego bełskiego, syna Niemirzy. W 1629 roku wieś należała do Milewskiego i Wydżgi. Później prawdopodobnie na początku XVIII wieku do Bełżeckich, po których dziedziczyła córka Anna. w 1701 roku wyszła ona za Adama Puzynę, starostę wiejskiego, a po jego śmierci w roku 1725 za Adama Rostowskiego, staroście tyszowieckiego. W 1752 roku Starą Wieś wraz z innymi wsiami otrzymał od ojca Jan Michał Rostkowski. W 1778 roku wieś była we władaniu Józefa Benedykta Leszczyńskiego. Sprzedał on wieś w 1779 roku Maciejowi Rakowskiemu herbu Trzywdar. W 1806 roku wieś odziedziczył po swoich rodzicach Macieju i Józefie Rakowskich, Florian Rakowski. W 2 połowie XVIII wieku wybudowano w Starej Wsi murowany klasycystyczny dwór. Po 1800 roku, ze względu na to, że dwór okazał się za ciasny, Rakowscy wznieśli nowy, a starszy przeznaczyli na oficynę. Park krajobrazowy o pow. ponad 2 ha, który otaczał oba domy, ze starszej kompozycji przekształciła Kamilla z Jurantowskich Rakowska z park krajobrazowy. Spis z 1827 roku notował wieś w powiecie tomaszowskim, parafii Nabróż. Liczyła wówczas ona 111 domów i 736 mieszkańców.
Podczas powstania styczniowego, 19 maja 1863 roku w lesie między Tuczapami a Starą Wsią doszło do ciężkiego boju powstańców z oddziału Żalplachty-Zapałowicza i Czerwiskiego z Rosjanami. Mimo bohaterskiej walki oddział poszedł w rozsypkę. 18 stycznia 1864 roku doszło we wsi do potyczki części oddziału majora Rokickiego z Rosjanami. Powstańcy pod dowództwem hrabiego Wojciecha Komorowskiego w liczbie 60–100 ludzi, starli się z kompania piechoty wzmocnionej 30 kozakami, dowodzonymi przez Jordanowa. Poległo wówczas 18 powstańców, a 35 (w tym 5 ciężko rannych) dostało się do niewoli. Polegli powstańcy zostali pochowani w mogile w Kol. Mołożów. Rok po powstaniu nastąpiła zmiana właściciela wsi, kupił ja Adolf Rakowski. W 1894 roku sprzedał ja w ręce Andrzeja Kicińskiego. Później jeden z synów Andrzeja Kicińskiego sprzedał majątek Zakrzówek i spłacił pozostałych spadkobierców, stając się jedynym właścicielem Starej Wsi. Nowy właściciel ożenił się z Karoliną Rakowską. W 1871 roku Stara Wieś razem z folwarkiem Borsuk liczyła 2078 mórg ziemi, w tym 257 mórg łąk, 908 mórg lasu, 69 mórg nieużytków i 3 morgi wody. We wsi była szkoła początkowa, cegielnia, piec wapienny i wiatrak. Wieś liczyła wówczas 100 domów i 733 mieszkańców w tym 412 katolików oraz 1088 mórg ziemi. Miejscowi katolicy należeli do parafii Nabróż. W Starej Wsi istniała cerkiew pw. św. Romana i Dawida Męczenników, którą notowano po raz pierwszy już w 1472 roku. W 1798 roku dziedzic Maciej Rakowski wybudował tu późnobarokową, murowana cerkiew, pw. Narodzenia NMP. W 1919 roku cerkiew została rekoncyliowana na kościół rzymskokatolicki. Pod koniec XIX wieku powstała we wsi szkoła rosyjska. W 1904 roku w tutejszej szkole uczył Michał Stepaniszyn, zaś 1 1914 roku, kiedy istniała szkoła 2-klasowa uczyli: Witalij Szczerbakow i nieznany z imienia Gawinowicz. W 1918 roku powstała we wsi szkoła polska. Według spisu z 1921 roku były tu 152 domy i 867 mieszkańców, w tym 148 Ukraińców i 16 Żydów.
W 1931 roku powstała jednostka OSP. W 1950 roku strażacy otrzymali motopompę, a dwa lata później wybudowano remizę. W 1982 roku wybudowano nowa, a w 1984 roku jednostka dostała samochód. Podczas II wojny światowej w Starej wsi zginęło 28 mieszkańców w tym 20 Polaków i 8 Ukraińców. W 1959 roku powstała we wsi szkoła podstawowa. W latach 1952–1964 kierownikiem jej był Stanisław Depa. W tym roku zastąpił go na stanowisku Czesław Mielniczuk. W 1959 roku przeniesiono siedzibę szkoły do murowanego budynku. Odtąd szkoła podnosiła kolejno swój stopień organizacyjny aż do 8-klasowej w 1966 roku. W 1976 roku zlikwidowano tutaj klasy V-VIII i utworzono punkt filialny. Kierowniczką punktu filialnego została Danuta Bicz, a w 1982 roku zastąpiła ją Maria Kawka. Szkole ostatecznie zlikwidowano w 2004 roku, a dzieci przeniesiono do SP w Wiszniowie.
Na początku lat 50. powstała we wsi Rolnicza Spółdzielnia Produkcyjna, ale została ona rozwiązana po kilku latach działalności. Na początku lat 60. miejscowi rolnicy założyli Kółko Rolnicze, brak jest informacji kto został jego pierwszym prezesem, lecz przez następnych wiele lat funkcję tę pełnił Henryk Mielniczuk, a przez ostatnie lata istnienia Leszek Skop, który był jednocześnie jego likwidatorem. W 1955 roku wieś odłączono od powiatu tomaszowskiego i przyłączono do powiatu hrubieszowskiego. W latach 1964–1965 utwardzono drogę w Starej Wsi, a w roku 1962 wybudowano agronomówkę i zatrudniono agronoma – Eugeniusza Nowaka, którego po 2 latach zastąpiła Anna Baran.
W 1974 roku wybudowano w Starej Wsi murowany filialny kościół pw. św. Maksymiliana Marii Kolbego należący do parafii Nabróż. jest to świątynia utrzymana w stylu nowoczesnym. W latach 50. utworzono we wsi punkt felczerski, a felczerem przez długi czas był Marian Walentyn. Później istniała filia Publicznego Zakładu Opieki Zdrowotnej w Mirczu prowadzona przez Artura Górę oraz Punkt Apteczny, jednak z końcem 2011 roku zarówno Ośrodek Zdrowia, jak i apteka zostały zlikwidowane.
W latach 1975–1998 miejscowość administracyjnie należała do województwa zamojskiego.